# Willi Wülbeck
Willi Wülbeck (Oberhausen, 18 december 1954) is een voormalig Duitse atleet die is gespecialiseerd in de 800 m. Hij vertegenwoordigde op internationale wedstrijden West-Duitsland en werd tienmaal achter elkaar West-Duits kampioen op de 800 m (1974-1983).
Zijn grootste succes behaalde hij in 1983. Op de wereldkampioenschappen atletiek in Helsinki werd hij wereldkampioen met een tijd van 1.43,65. Deze prestaties staat vandaag nog altijd als Duitse record. Op de Olympische Zomerspelen 1976 werd hij vierde. In de beide edities erna deed hij niet mee wegens een boycot en een blessure.
Op de 1500 meter was zijn persoonlijk record 3.33,74 minuten, dat hij behaalde in augustus 1980 in Koblenz. Hiermee is hij zevende Duitser aller tijden op deze afstand, achter Thomas Wessinghage, Harald Hudak, Jens-Peter Herold, Dieter Baumann, Rüdiger Stenzel en Jürgen Straub.
Hij was aangesloten bij sportverenigingen SC Rot-Weiß Oberhausen, SG Osterfeld Oberhausen en TV Wattenscheid.

## Titels
- West-Duits kampioen 800 m - 1974, 1975, 1976, 1977, 1978, 1979, 1980, 1981, 1982, 1983

## Persoonlijke records
| Onderdeel | Prestatie              | Datum           | Plaats   |
| --------- | ---------------------- | --------------- | -------- |
| 800 m     | 1.43,65 (Duits record) | 9 augustus 1983 | Helsinki |
| 1.000 m   | 2.14,53 (Duits record) | 1 juli 1980     | Oslo     |

## Palmares

### 800 m
- 1973: EK junioren - 1.47,57
- 1976:4e OS - 1.45,26
- 1977: Wereldbeker - 1.45,47
- 1977: Europacup A - 1.47.21
- 1979: Wereldbeker - 1.47,88
- 1979: Europacup A - 1.48,11
- 1981: Europacup A - 1.47,72
- 1983: WK - 1.43,65
- 1983: Europacup A - 1.45,74